# Ebrium
Ebrium (auch Ibrium) war ein Minister von Ebla in der Mitte des 3. Jahrtausends v. Chr., der unter König Isar-Damu für 18 Jahre amtierte. In der älteren Forschung wird er meist noch selbst als König bezeichnet. Ebrium führte diverse Kriege in Syrien und zog gegen Ilwi'um und Zahiran am Euphrat.